# Jangheung
Jangheung (Jangheung-gun, âm Hán Việt: Trường Hưng quận) là một huyện của tỉnh Jeolla Nam, Hàn Quốc. Huyện này có diện tích 617,96 km², dân số năm 2001 là 53.392 người.

## Khí hậu
| Dữ liệu khí hậu của Jangheung            | Dữ liệu khí hậu của Jangheung | Dữ liệu khí hậu của Jangheung | Dữ liệu khí hậu của Jangheung | Dữ liệu khí hậu của Jangheung | Dữ liệu khí hậu của Jangheung | Dữ liệu khí hậu của Jangheung | Dữ liệu khí hậu của Jangheung | Dữ liệu khí hậu của Jangheung | Dữ liệu khí hậu của Jangheung | Dữ liệu khí hậu của Jangheung | Dữ liệu khí hậu của Jangheung | Dữ liệu khí hậu của Jangheung | Dữ liệu khí hậu của Jangheung |
| Tháng                                    | 1                             | 2                             | 3                             | 4                             | 5                             | 6                             | 7                             | 8                             | 9                             | 10                            | 11                            | 12                            | Năm                           |
| ---------------------------------------- | ----------------------------- | ----------------------------- | ----------------------------- | ----------------------------- | ----------------------------- | ----------------------------- | ----------------------------- | ----------------------------- | ----------------------------- | ----------------------------- | ----------------------------- | ----------------------------- | ----------------------------- |
| Trung bình ngày tối đa °C (°F)           | 6.2 (43.2)                    | 8.4 (47.1)                    | 12.9 (55.2)                   | 18.9 (66.0)                   | 23.3 (73.9)                   | 26.3 (79.3)                   | 28.8 (83.8)                   | 30.2 (86.4)                   | 26.9 (80.4)                   | 22.3 (72.1)                   | 15.3 (59.5)                   | 9.0 (48.2)                    | 19.0 (66.2)                   |
| Trung bình ngày °C (°F)                  | 0.6 (33.1)                    | 2.3 (36.1)                    | 6.4 (43.5)                    | 12.0 (53.6)                   | 17.0 (62.6)                   | 21.1 (70.0)                   | 24.6 (76.3)                   | 25.4 (77.7)                   | 20.9 (69.6)                   | 14.7 (58.5)                   | 8.2 (46.8)                    | 2.7 (36.9)                    | 13.0 (55.4)                   |
| Tối thiểu trung bình ngày °C (°F)        | −4.2 (24.4)                   | −3.1 (26.4)                   | 0.4 (32.7)                    | 5.2 (41.4)                    | 11.0 (51.8)                   | 16.7 (62.1)                   | 21.4 (70.5)                   | 21.6 (70.9)                   | 16.2 (61.2)                   | 8.5 (47.3)                    | 2.3 (36.1)                    | −2.7 (27.1)                   | 7.8 (46.0)                    |
| Lượng Giáng thủy trung bình mm (inches)  | 29.6 (1.17)                   | 45.0 (1.77)                   | 73.0 (2.87)                   | 101.4 (3.99)                  | 125.2 (4.93)                  | 219.0 (8.62)                  | 290.9 (11.45)                 | 306.5 (12.07)                 | 191.7 (7.55)                  | 44.5 (1.75)                   | 52.6 (2.07)                   | 26.2 (1.03)                   | 1.505,6 (59.28)               |
| Số ngày giáng thủy trung bình (≥ 0.1 mm) | 8.5                           | 7.3                           | 8.8                           | 8.3                           | 9.0                           | 10.2                          | 13.9                          | 12.5                          | 9.0                           | 5.4                           | 7.2                           | 7.5                           | 107.6                         |
| Độ ẩm tương đối trung bình (%)           | 68.2                          | 66.7                          | 66.6                          | 66.7                          | 71.0                          | 75.8                          | 82.1                          | 80.2                          | 77.3                          | 71.9                          | 70.5                          | 70.0                          | 72.2                          |
| Số giờ nắng trung bình tháng             | 152.7                         | 159.5                         | 188.1                         | 208.7                         | 217.3                         | 169.5                         | 145.6                         | 179.0                         | 166.7                         | 197.2                         | 161.1                         | 150.4                         | 2.095,9                       |
| Nguồn:                                   |                               |                               |                               |                               |                               |                               |                               |                               |                               |                               |                               |                               |                               |

## Thành phố kết nghĩa
- Haiyan, Trung Quốc
- Dongjak-gu, Seoul Hàn Quốc kể từ năm 1997
- Yeongdo-gu, Busan, Hàn Quốc[2]
- Bundang, Hàn Quốc